# 七日市村 (島根県)
七日市村（なぬかいちむら）は、島根県鹿足郡にあった村。現在の吉賀町の一部にあたる。

## 地理
- 河川：吉賀川、高尻川[1]
- 山：築山、盛太ヶ岳[1]

## 歴史
- 1889年（明治22年）4月1日 - 町村制の施行により、鹿足郡上高尻村、真田村、下高尻村、七日市村、抜月村の区域をもって成立[1][2]。
- 1956年（昭和31年）9月30日 - 鹿足郡六日市町に編入[1][2]。同日七日市村廃止。

### 地名の由来
天下大神（大穴持尊）が真玉著玉邑姫のもとに月7日通った故事による。